# Cricău
Cricău (en hongarès: Boroskrakkó; en alemany: Krakau) és una comuna situada al comtat d'Alba, Transsilvània (Romania). Té una població de 2.097 habitants i es compon de tres pobles: Craiva (Királypataka), Cricău i Tibru (Tibor).

## Història

### Temps antics
Molts arqueòlegs creuen que la fortalesa dàcia situada a la part superior de Piatra Craivii és la ubicació d'Apulon. Apulon era un important centre polític, econòmic i social daci, la capital de la tribu Apuli.

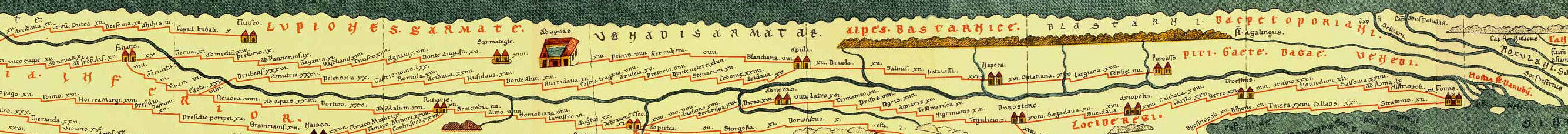
Apula sobre la selecció de Dàcia romana de Tabula Peutingeriana

Va ser mencionat per primera vegada pel geògraf grec antic Ptolemeu a la seva Geographia, amb el nom d'Apulon. També es representa a la Tabula Peutingeriana com una ciutat important anomenada Apula, a la cruïlla de dues rutes principals: una que ve de Blandiana i l'altra d'Acidava. Les dues carreteres es fusionen a Apula, amb la següent parada de la ruta a Brucla.
El nom llatí Apulum deriva d'Apulon.

## Fills il·lustres
- Nicolae Stanciu (n. 1993)

## Galeria

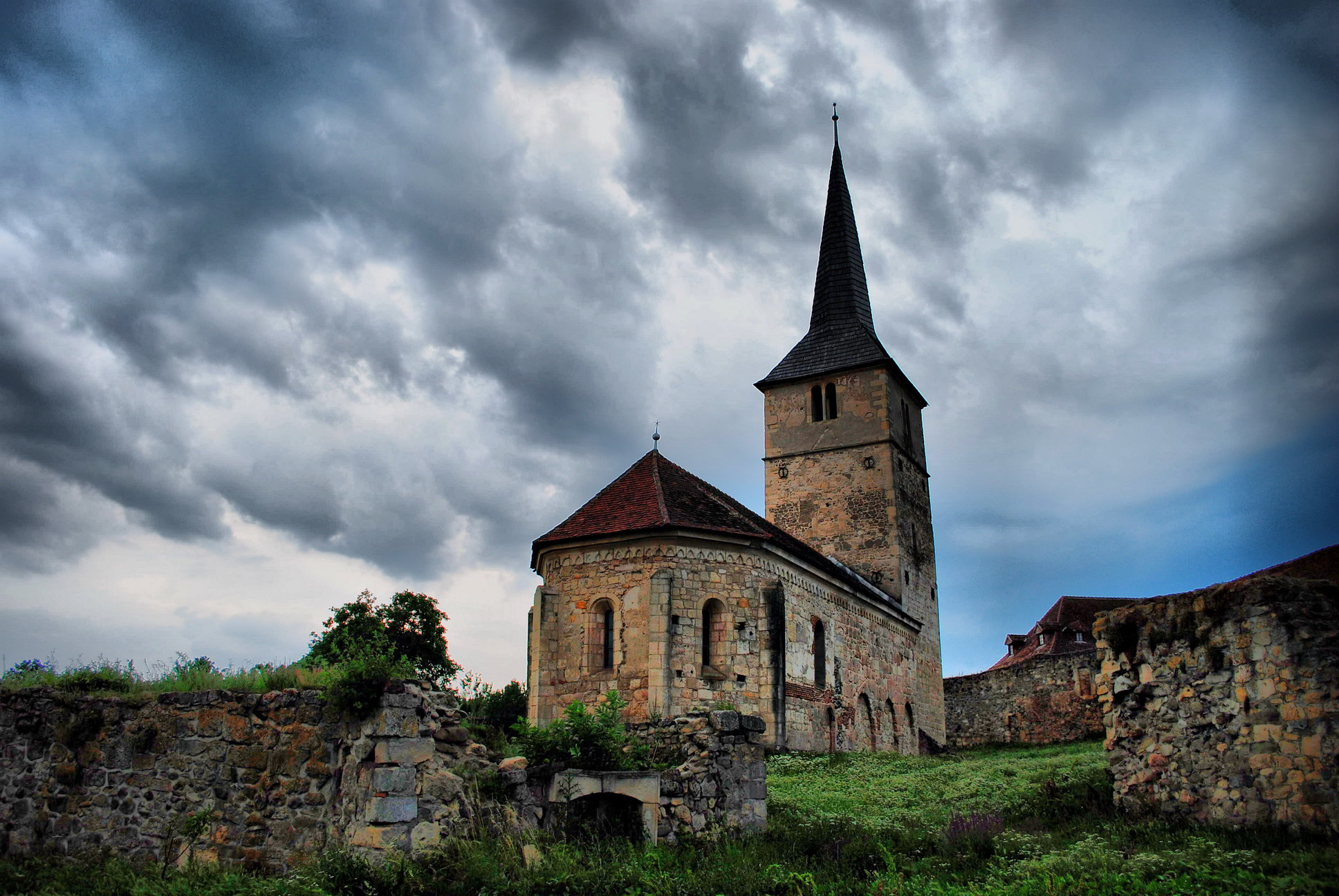
Església reformada
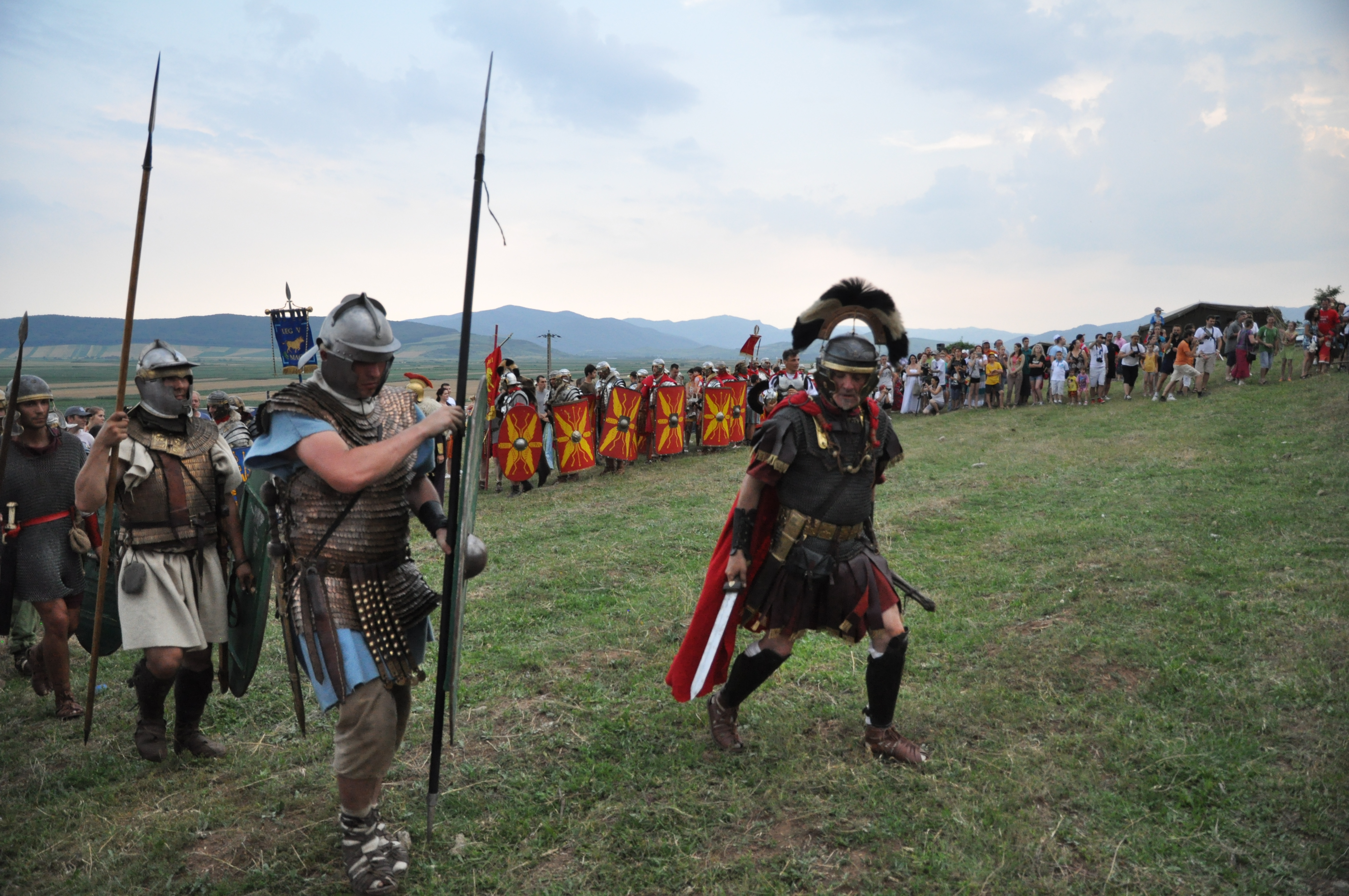
Festa de la ciutadella dacia
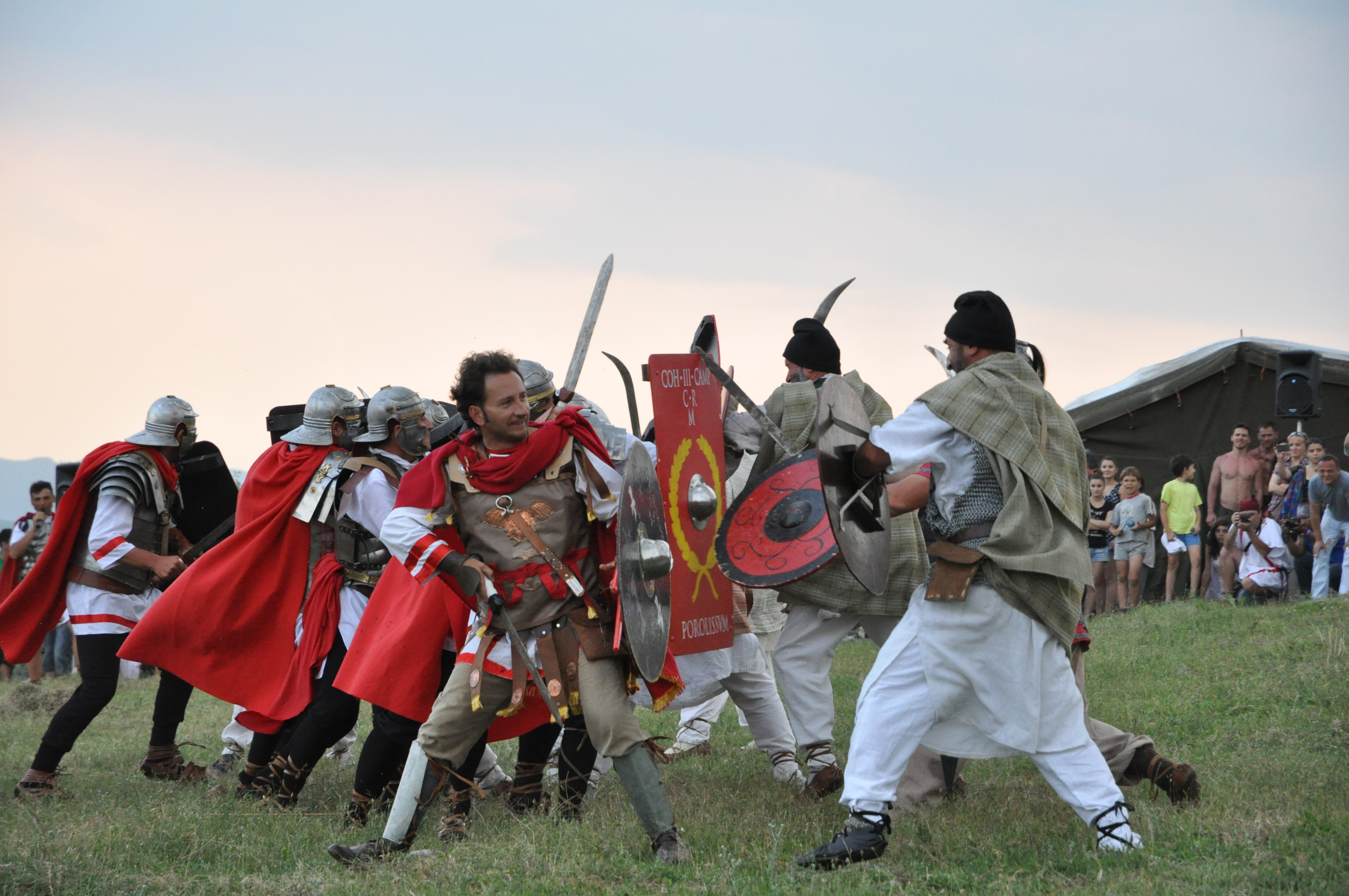
Festa de la ciutadella dacia
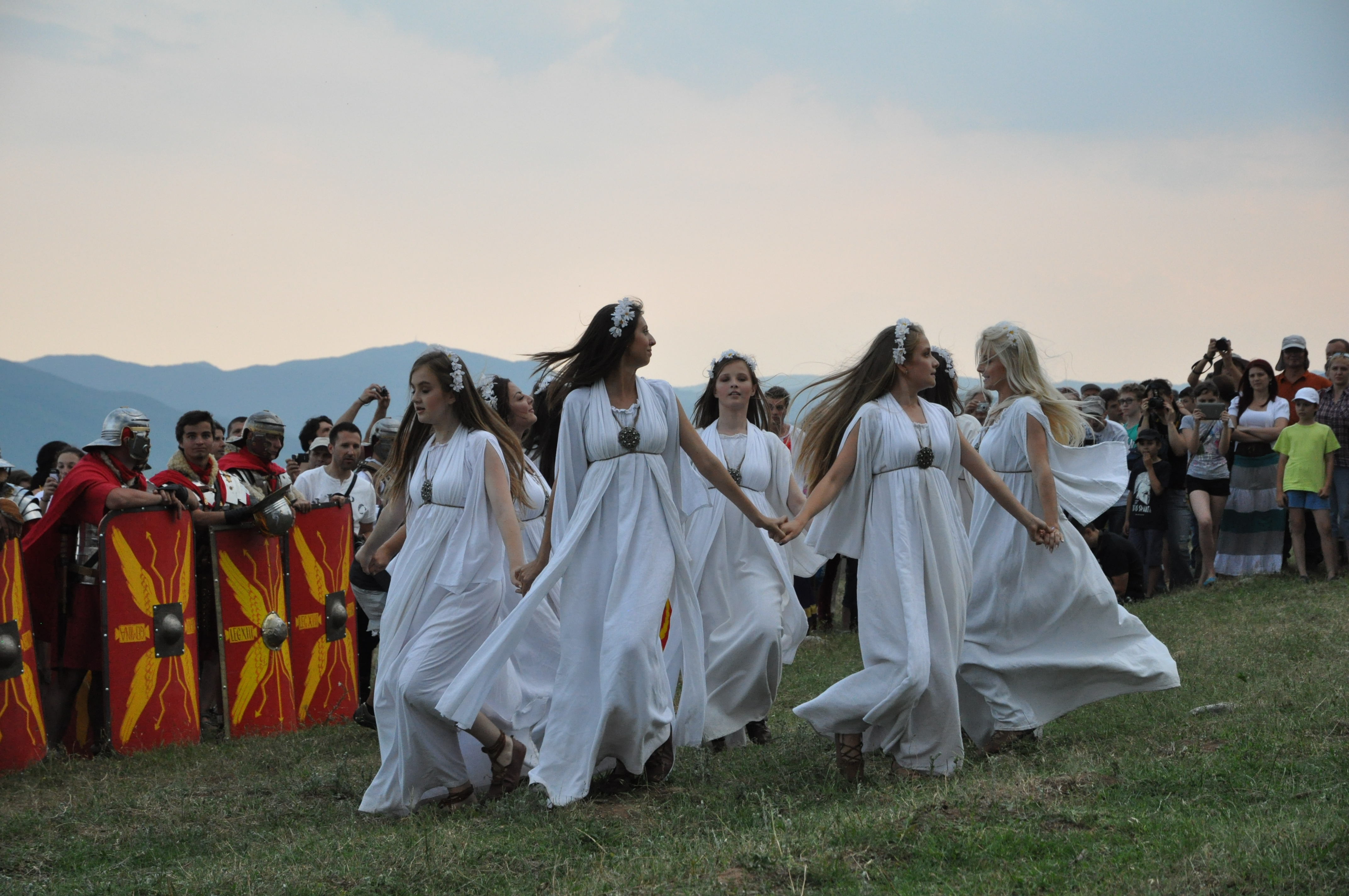
Sânzienele - Festival de la ciutadella dacia
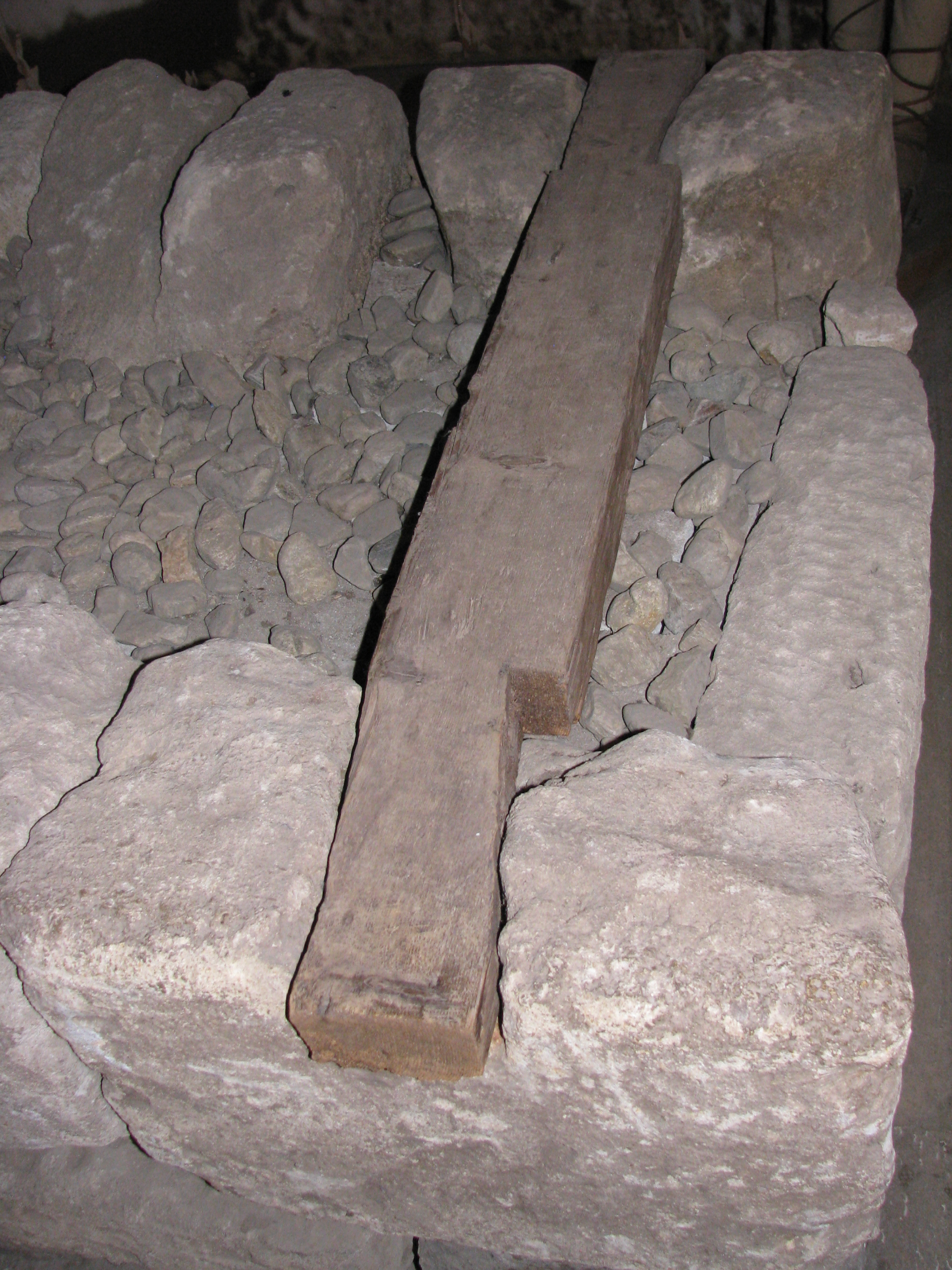
Mur de la fortalesa dacia Piatra Craivii exposada al Museu Nacional de la Unió, Alba Iulia
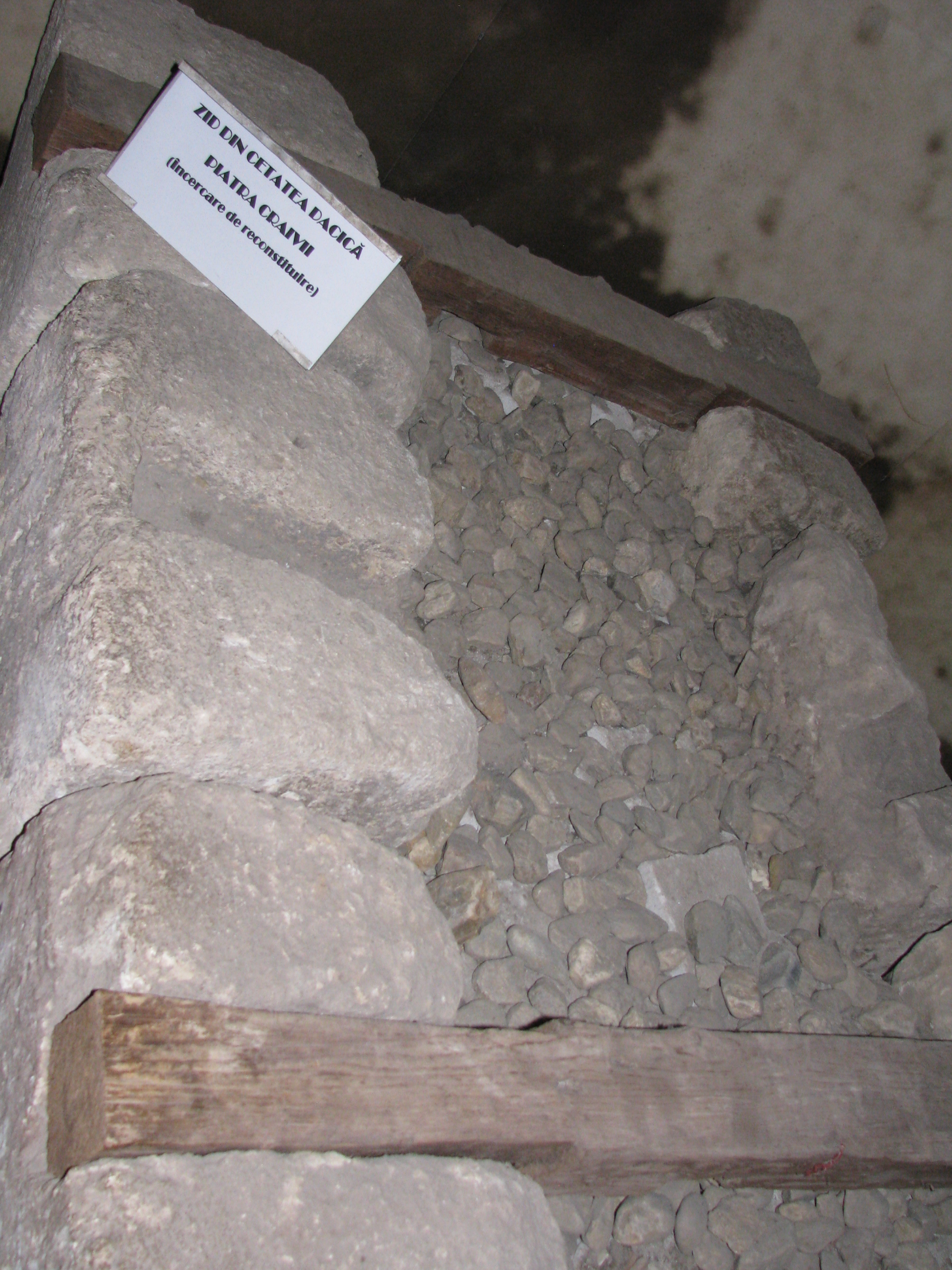
Mur de la fortalesa dàcia Piatra Craivii
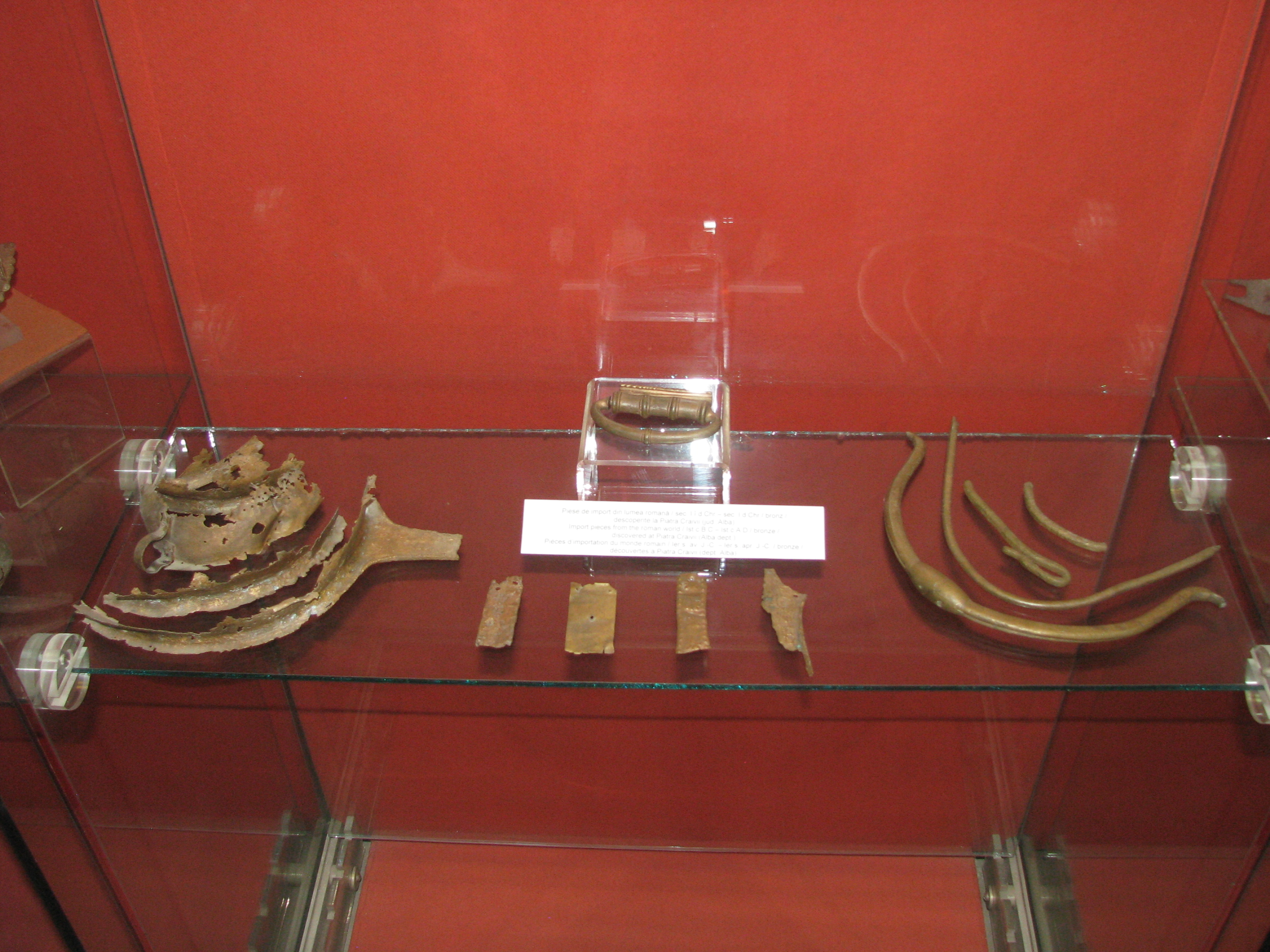
Importeu articles del món romà trobats a l'assentament daci de Piatra Craivii,
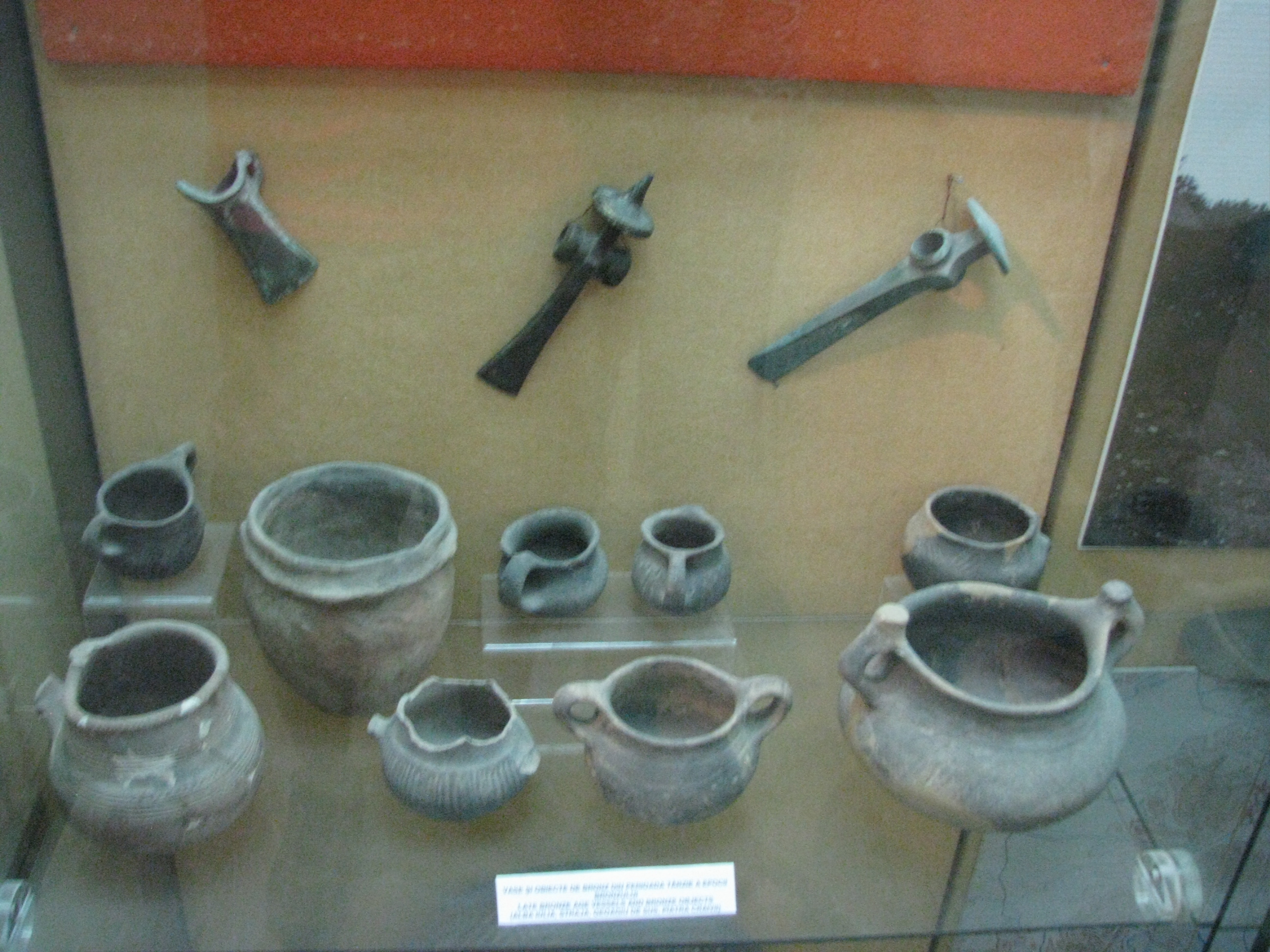
Vaixells i objectes de bronze de l'edat del bronze final, procedents de diversos llocs del comtat d'Alba, inclòs Piatra Craivii